# Plaswijck (Gouda)
Plaswijck is een woonwijk in het noorden van Gouda, in de Nederlandse provincie Zuid-Holland. De wijk wordt begrensd door de A12 in het noordwesten, Reeuwijk en de Reeuwijkse plassen in het oosten en noorden, de wijk Bloemendaal in het zuidwesten en de Omloopkade in het zuiden. De wijk heeft ongeveer 12.455 inwoners (1 januari 2023). De wijk bestaat uit meerdere 'straatdelen'. Zo heb je de 'grassenbuurt', de 'steinenbuurt', de 'hoeves', de 'lusten', de 'werfen' de 'waterbuurt'. Zoals de Beemdgras, de Waterlelie, de Beatrix Hoeve, de Praamwerf en de Vreelust.

## Buurten in Plaswijck (Gouda)
Plaswijck (Gouda) is onderverdeeld in 8 buurten:
- Hoef- en Veldbuurt,
- Zomenbuurt,
- Hoevenbuurt,
- Lusten- Burgen- en Steinenbuurt,
- Grassen- en Waterbuurt,
- Bodegraafsestraatweg,
- Mammoet en
- Wervenbuurt.[2]